# Campeonato da Europa de Atletismo de 2016 - 800 m masculino
A prova dos 800 metros masculino do Campeonato da Europa de Atletismo de 2016 foi disputada entre os dias 7 e 10 de julho de 2016 no Estádio Olímpico de Amsterdã em Amesterdão,  nos Países Baixos. 

## Recordes
Antes desta competição, os recordes mundiais e do campeonato nesta prova eram os seguintes:
|                       | Nome            | Nacionalidade     | Tempo    | Local   | Data                 |
| --------------------- | --------------- | ----------------- | -------- | ------- | -------------------- |
| Recorde mundial       | David Rudisha   | Quênia            | 1m40s91  | Londres | 9 de agosto de 2012  |
| Recorde do campeonato | Olaf Beyer      | Alemanha Oriental | 1m43s 84 | Praga   | 31 de agosto de 1978 |
| Recorde europeu       | Wilson Kipketer | Dinamarca         | 1m41s11  | Colônia | 24 de agosto de 1997 |

## Medalhistas
| Ouro               | Prata                    | Bronze             |
| Adam Kszczot (POL) | Marcin Lewandowski (POL) | Elliot Giles (GBR) |

## Cronograma
Todos os horários são locais (UTC+2).
| Data        | Hora  | Evento    |
| ----------- | ----- | --------- |
| 7 de julho  | 12:05 | Bateria   |
| 8 de julho  | 18:35 | Semifinal |
| 10 de julho | 18:30 | Final     |

## Resultados

### Bateria
Qualificação: 3 atletas de cada bateria (Q) mais os 4 melhores qualificados (q).
| Posição | Bateria | Raia | Atleta                | Nacionalidade        | Tempo   | Notas                |
| ------- | ------- | ---- | --------------------- | -------------------- | ------- | -------------------- |
| 1       | 3       | 5    | Thijmen Kupers        | Países Baixos        | 1:46.48 | Q                    |
| 2       | 3       | 3    | Amel Tuka             | Bósnia e Herzegovina | 1:46.94 | Q                    |
| 3       | 3       | 7    | Benedikt Huber        | Alemanha             | 1:47.16 | Q                    |
| 4       | 3       | 4    | Jacopo Lahbi          | Itália               | 1:47.27 | q,                   |
| 5       | 3       | 1    | Charles Grethen       | Luxemburgo           | 1:47.39 | q                    |
| 6       | 1       | 4    | Pierre-Ambroise Bosse | França               | 1:48.35 | Q                    |
| 7       | 3       | 8    | Aaron Botterman       | Bélgica              | 1:48.35 | q                    |
| 8       | 1       | 8    | Andreas Bube          | Dinamarca            | 1:48.36 | Q                    |
| 9       | 1       | 5    | Álvaro de Arriba      | Espanha              | 1:48.62 | Q                    |
| 10      | 1       | 7    | Žan Rudolf            | Eslovênia            | 1:48.72 | q                    |
| 11      | 1       | 2    | Musa Hajdari          | Kosovo               | 1:48.97 |                      |
| 12      | 3       | 6    | Jozef Repčík          | Eslováquia           | 1:49.32 |                      |
| 13      | 3       | 2    | Karl Griffin          | Irlanda              | 1:49.37 | Recorde da temporada |
| 14      | 4       | 8    | Adam Kszczot          | Polónia              | 1:49.38 | Q                    |
| 15      | 4       | 2    | Daniel Andújar        | Espanha              | 1:49.57 | Q                    |
| 16      | 4       | 1    | Sören Ludolph         | Alemanha             | 1:49.59 | Q                    |
| 17      | 1       | 3    | Roman Yarko           | Ucrânia              | 1:49.64 |                      |
| 18      | 4       | 5    | Kalle Berglund        | Suécia               | 1:49.65 |                      |
| 19      | 4       | 4    | Pol Moya              | Andorra              | 1:50.03 |                      |
| 20      | 4       | 3    | Declan Murray         | Irlanda              | 1:50.10 |                      |
| 21      | 2       | 5    | Elliot Giles          | Grã-Bretanha         | 1:50.31 | Q                    |
| 22      | 2       | 8    | Marcin Lewandowski    | Polónia              | 1:50.32 | Q                    |
| 23      | 4       | 7    | Brice Etès            | Mónaco               | 1:50.53 | Recorde da temporada |
| 24      | 2       | 4    | Giordano Benedetti    | Itália               | 1:50.74 | Q                    |
| 25      | 2       | 6    | Hugo Santacruz        | Suíça                | 1:51.00 |                      |
| 26      | 1       | 6    | Tigran Mkrtchyan      | Armênia              | 1:51.28 |                      |
| 27      | 2       | 3    | Sofiane Selmouni      | França               | 1:51.32 |                      |
| 28      | 2       | 7    | Jan Petrac            | Eslovênia            | 1:52.21 |                      |
| 29      | 4       | 6    | Jamie Webb            | Grã-Bretanha         | 1:53.75 |                      |
| 30      | 2       | 2    | Kevin López           | Espanha              | DNS     |                      |

### Semifinal

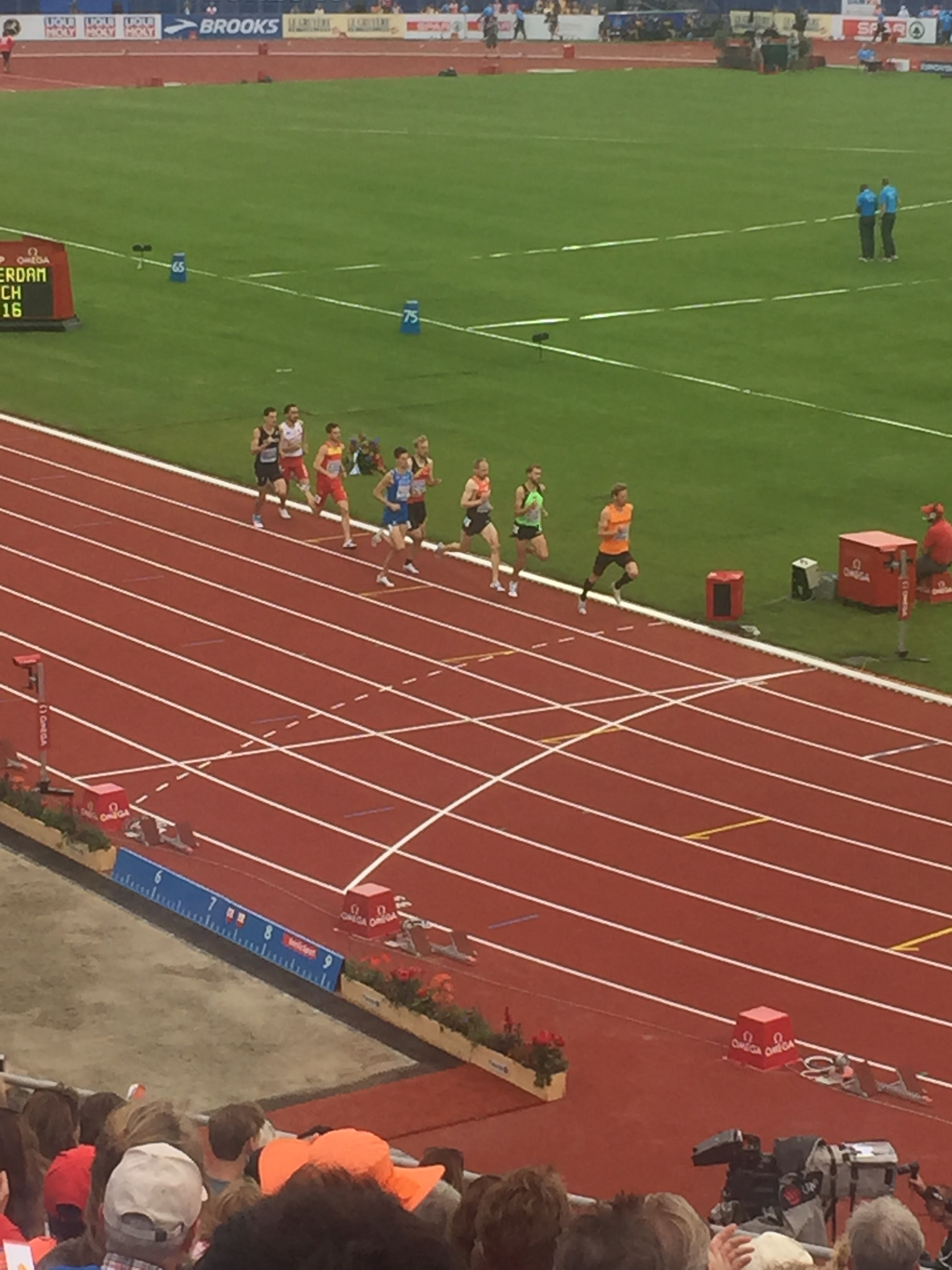
Semifinal bateria 1 em curso

Qualificação: 3 atletas de cada bateria  (Q) mais os  2 melhores qualificados (q). 
| Posição | Bateria | Raia | Atleta                | Nacionalidade        | Tempo   | Notas |
| ------- | ------- | ---- | --------------------- | -------------------- | ------- | ----- |
| 1       | 1       | 3    | Adam Kszczot          | Polónia              | 1:46.32 | Q     |
| 2       | 1       | 4    | Pierre-Ambroise Bosse | França               | 1:46.45 | Q     |
| 3       | 1       | 6    | Thijmen Kupers        | Países Baixos        | 1:46.61 | Q     |
| 4       | 1       | 8    | Giordano Benedetti    | Itália               | 1:46.74 | q     |
| 5       | 2       | 3    | Marcin Lewandowski    | Polónia              | 1:47.16 | Q     |
| 5       | 2       | 5    | Amel Tuka             | Bósnia e Herzegovina | 1:47.16 | Q     |
| 7       | 2       | 1    | Elliot Giles          | Grã-Bretanha         | 1:47.31 | Q     |
| 8       | 1       | 5    | Alvaro de Arriba      | Espanha              | 1:47.40 | q     |
| 9       | 2       | 6    | Andreas Bube          | Dinamarca            | 1:47.55 |       |
| 10      | 2       | 7    | Benedikt Huber        | Alemanha             | 1:47.56 |       |
| 11      | 2       | 4    | Daniel Andújar        | Espanha              | 1:47.64 |       |
| 12      | 2       | 2    | Jacopo Lahbi          | Itália               | 1:48.47 |       |
| 13      | 2       | 8    | Charles Grethen       | Luxemburgo           | 1:49.40 |       |
| 14      | 1       | 2    | Aaron Botterman       | Bélgica              | 1:49.92 |       |
| 15      | 1       | 7    | Sören Ludolph         | Alemanha             | 1:51.69 |       |
| 16      | 1       | 1    | Žan Rudolf            | Eslovênia            | 1:54.49 |       |

### Final
| Posição           | Raia | Atleta                | Nacionalidade        | Tempo   | Notas           |
| ----------------- | ---- | --------------------- | -------------------- | ------- | --------------- |
| Medalha de ouro   | 3    | Adam Kszczot          | Polónia              | 1:45.18 |                 |
| Medalha de prata  | 6    | Marcin Lewandowski    | Polónia              | 1:45.54 |                 |
| Medalha de bronze | 1    | Elliot Giles          | Grã-Bretanha         | 1:45.54 | Recorde pessoal |
| 4                 | 4    | Amel Tuka             | Bósnia e Herzegovina | 1:45.74 |                 |
| 5                 | 5    | Pierre-Ambroise Bosse | França               | 1:45.79 |                 |
| 6                 | 8    | Thijmen Kupers        | Países Baixos        | 1:46.67 |                 |
| 7                 | 7    | Alvaro de Arriba      | Espanha              | 1:47.58 |                 |
| 8                 | 2    | Giordano Benedetti    | Itália               | 1:47.64 |                 |

Legenda
| Recorde mundial       | Recorde mundial (World record)               |                       | Recorde africano                      | Recorde africano (African) |                                           | Q | Classificado por posição (Qualified) |
| Recorde do campeonato | Recorde do campeonato (Championship record)  | Recorde da América    | Recorde da América (Americas)         | q                          | Classificado por melhor tempo (Qualified) |   |                                      |
| Melhor marca do ano   | Melhor marca do ano (World leading)          | Recorde asiático      | Recorde asiático (Asian)              | DNS                        | Não largou (Did not start)                |   |                                      |
| Recorde nacional      | Recorde nacional (National record)           | Recorde europeu       | Recorde europeu (European)            | DNF                        | Não terminou (Did not finish)             |   |                                      |
| Recorde pessoal       | Recorde pessoal do atleta (Personal best)    | Recorde da Oceania    | Recorde da Oceania (Oceania)          | DSQ / DQ                   | Desclassificado (Disqualified)            |   |                                      |
| Recorde da temporada  | Recorde da temporada do atleta (Season best) | Recorde sul-americano | Recorde sul-americano (South America) | NM                         | Sem marca (No mark)                       |   |                                      |